# Handbook of Mathematical Functions

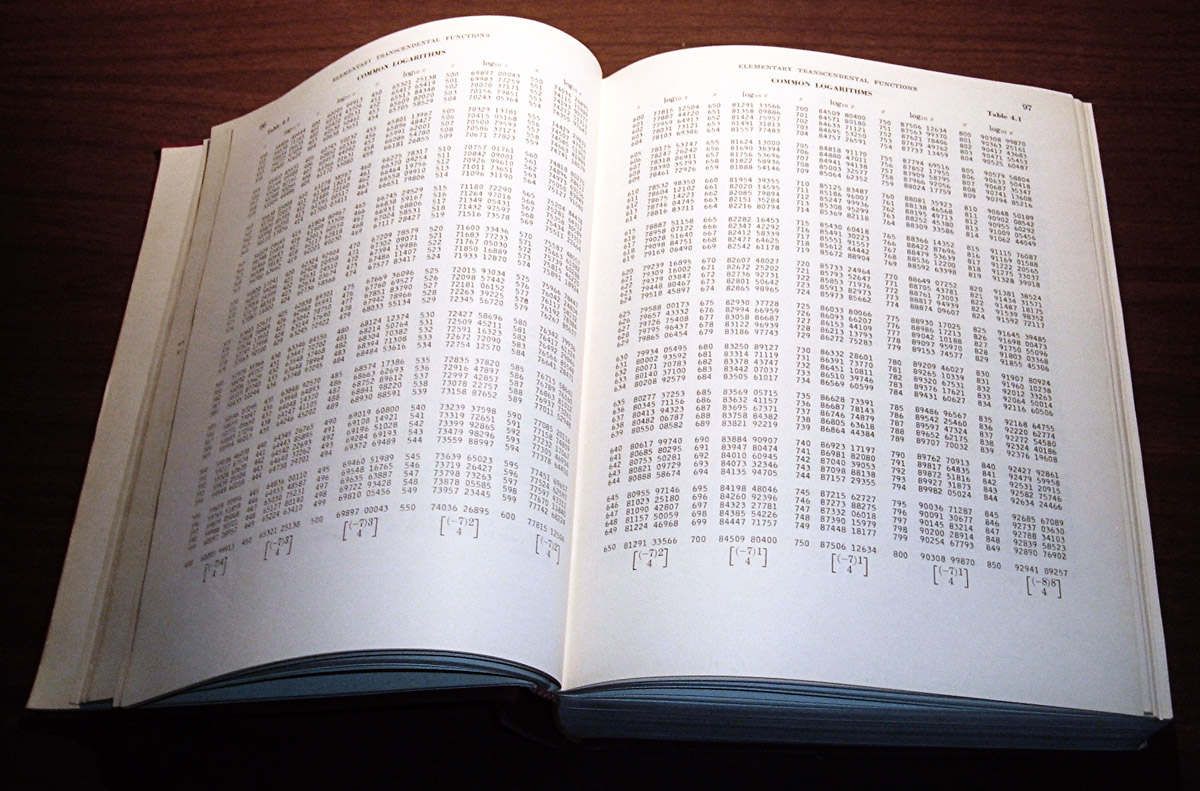
Pagina 97 contenente parte di una tavola dei logaritmi

Handbook of Mathematical Functions with Formulas, Graphs, and Mathematical Tables è il titolo completo di una notissima opera matematica di riferimento la cui edizione è stata curata da Milton Abramowitz e Irene Stegun del National Bureau of Standards degli Stati Uniti. Gli addetti del settore spesso chiamano questo testo Abramowitz e Stegun.
Dalla data della sua prima pubblicazione nel 1964, questo Handbook di più di 1000 pagine ha costituito una delle più complete sorgenti di informazione sulle funzioni speciali; esso contiene definizioni, identità, approssimazioni, grafici e tavole dei valori numerici di numerose funzioni che vengono usate in gran parte dei campi della matematica applicata. Le notazioni adottate dallo Handbook sono tuttora lo standard de facto per la matematica applicata.
Al tempo della sua pubblicazione lo Handbook costituiva una risorsa essenziale per quanti operavano con il calcolo tecnico-scientifico. Attualmente i sistemi di algebra computazionale accessibili al singolo utente hanno sostituito le tavole delle funzioni, ma lo Handbook rimane un importante testo di riferimento. (Nella prefazione viene ricordato un incontro del 1954 nel quale era stato al contrario ipotizzato che "l'avvento delle apparecchiature di calcolo di elevata velocità avrebbe cambiato il lavoro di produzione di tavole ma non avrebbe eliminata la necessità di tali tavole".)
Lo Handbook è il prodotto di impiegati del Governo degli USA operanti in veste ufficiale e come tale non è coperto da copyright. Esso può essere ordinato al Government Printing Office ed è stato ristampato da editori commerciali, in particolare dalla Dover Publications (ISBN 0-486-61272-4); esso inoltre può essere legalmente preso in visione e scaricato dal Web (i relativi URL nei "Collegamenti esterni").